# Gian Maria Rastellini
Gian Maria Rastellini ou Giovanni Maria Rastellini, né le 20 janvier 1869 à Buttogno (Val Vigezzo), et mort le 30 décembre 1927 à Milan, est un peintre italien de genre, de portraits et de paysages.

## Biographie
Gian Maria Rastellini naît le 20 janvier 1869 à Buttogno, un hameau de Santa Maria Maggiore. Issu d'une famille aisée et initié à la peinture par son père Gian Giacomo, il s'inscrit en 1881 à l'Ecole d'art « Rossetti Valentini », une petite Académie des Beaux Arts fondée en 1878 au Val Vigezzo, où il suit les cours de peinture, dessin et décoration tenus par le peintre Enrico Cavalli, à son tour élève d'Adolphe Monticelli. C'est dans cet établissement scolaire qu'il se lie d'amitié avec ses copains de classe Carlo Fornara et Giovanni Battista Ciolina.
Il expose à Milan à partir de 1887. Il prend également part aux expositions de Turin, de Palerme et se présente à la première Triennale de Brera avec l'œuvre Il sogno (Le rêve). Le même tableau sera exposé en 1907 à l'Exposition Internationale de la Sécession de Munich, où il remportera une médaille d'or. La première production artistique de Rastellini se compose principalement d'une série de portraits d'une remarquable vigueur formelle.
En 1889 il s'établit avec son frère Gian Battista à Milan, où il ouvre un atelier. Grâce à ses qualités de portraitiste, il est très apprécié et recherché par la bourgeoisie milanaise, mais il exprime le meilleur de son art dans les scènes de genre et les paysages peints en plein air au Val Vigezzo : parmi tant d'autres, on rappelle Interno di stalla (Dans l'étable), Paesaggio invernale verso Buttogno (Paysage d'hiver près de Buttogno), Veduta autunnale della valletta (Vue de la vallée en Automne) et Vita umile (La vie humble), où les études de jeunesse s'harmonisent avec l'exploration plus tardive de l'Impressionnisme, des Macchiaioli et du Symbolisme.
Esprit éclectique, Rastellini est aussi Maire de Buttogno (1899-1902) et Président de la Société Electrique du Val Vigezzo. Au cours des vingt dernières années de sa vie, l'artiste se consacre presque exclusivement à la réalisation de portraits. Il meurt en 1927 à Milan.

## Expositions
- "Una scuola di pittura in Val Vigezzo: 1881-1919": Turin/Novare, 1990
- "Gian Maria Rastellini 1869-1927": Pallanza, 1996
- "Alessandro Poscio, collezionista appassionato": Domodossola, 2014
- "Carlo Fornara e il ritratto vigezzino"[7]: Domodossola, 2015
- "Brera 1891. L’esposizione che rivoluzionò l’arte moderna": Milan, 2016